# ردکرست (کالیفرنیا)
ردکرست (به انگلیسی: Redcrest) یک منطقهٔ مسکونی در ایالات متحده آمریکا است که در شهرستان هامبولت، کالیفرنیا واقع شده‌است. ردکرست ۱٫۵۴۹ کیلومتر مربع مساحت و ۸۹ نفر جمعیت دارد و ۱۱۵ متر بالاتر از سطح دریا واقع شده‌است.